# Syngaster lepida
Syngaster lepida är en stekelart som beskrevs av Gaspard Auguste Brullé 1846. Syngaster lepida ingår i släktet Syngaster och familjen bracksteklar. Inga underarter finns listade i Catalogue of Life.